# Jindřichov (Cheb)
Jindřichov (německy Honnersdorf) je malá vesnice, část města Cheb ve stejnojmenném okrese v Karlovarském kraji. Nachází se asi 3,5 kilometru severovýchodně od Chebu. Jindřichov leží v katastrálním území Jindřichov u Tršnic o rozloze 1,83 km².

## Historie
První písemná zmínka o vesnici pochází z roku 1290.

## Obyvatelstvo
Při sčítání lidu v roce 1921 zde žilo 118 obyvatel, z nichž byli dva Čechoslováci a 116 bylo Němců, všichni se hlásili k římskokatolické církvi.
| Rok            | 1869 | 1880 | 1890 | 1900 | 1910 | 1921 | 1930 | 1950 | 1961 | 1970 | 1980 | 1991 | 2001 | 2011 | 2021 |
| -------------- | ---- | ---- | ---- | ---- | ---- | ---- | ---- | ---- | ---- | ---- | ---- | ---- | ---- | ---- | ---- |
| Počet obyvatel | 107  | 123  | 114  | 92   | 121  | 118  | 156  | 85   | 88   | 61   | 49   | 97   | 84   | 64   | 86   |
| Počet domů     | 12   | 13   | 13   | 13   | 14   | 15   | 20   | 20   | 17   | 17   | 15   | 28   | 28   | 29   | 31   |

## Obecní správa
Při sčítání lidu v letech 1850–1909 Jindřichov byl osadou obce Třebeň v okrese Cheb.
V letech 1910–1975 byl osadou obce Tršnice v okrese Cheb. Od 1. ledna 1976 je částí města Cheb ve stejnojmenném okrese.

## Galerie

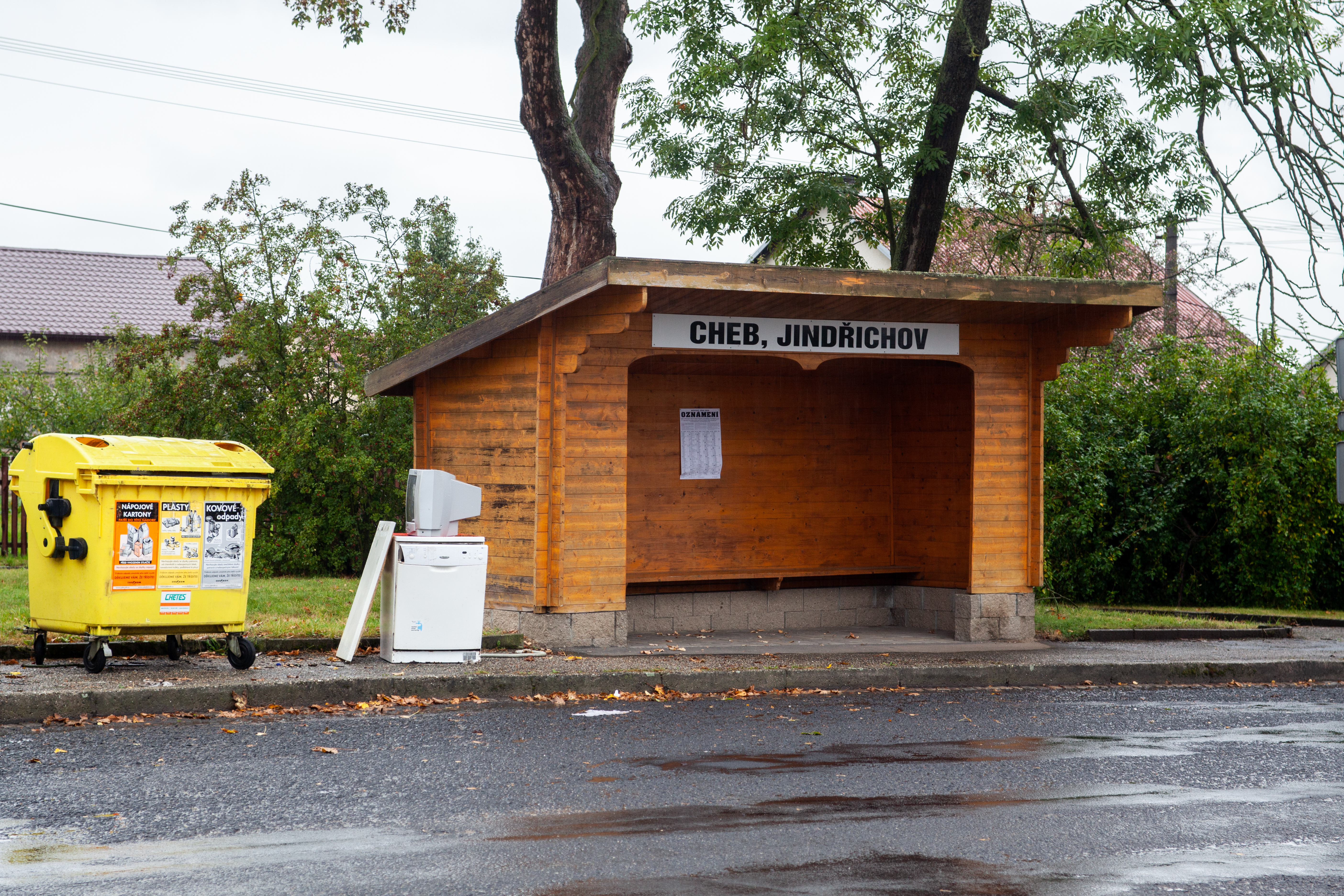
Autobusová zastávka (2020)